# ABAplans
ABAplans est un projet issu d'une collaboration entre la Haute école du paysage, d'ingénierie et d'architecture de Genève et l'Association pour le bien des aveugles et malvoyants (ABA) de Genève et soutenu par la Fondation Hans Wilsdorf et débuté en 2005. Le but est de fournir des plans en relief aux personnes malvoyantes grâce à une suite logicielle, puis de les imprimer en relief grâce à un procédé de thermogonflage
En 2008, le projet a reçu le troisième prix de l'association Handitec-Handroit au salon Autonomic de Paris. 